# 2e armée (Italie)
Pour les articles homonymes, voir 2e armée.
La 2e armée (italien : 2ª Armata) est une unité militaire de l'armée royale italienne (Regio Esercito Italiano) pendant la Première et la Seconde Guerre mondiale.

## Historique

### Origines
La 2e armée dérive du commandement de l'armée désignée de Gênes, qui devient le commandement de la 2e armée en octobre 1914.

### Première Guerre mondiale
Lors de l'entrée en guerre de l'Italie dans la Première Guerre mondiale, le 24 mai 1915, la 2e armée, commandée par le lieutenant général Pietro Frugoni, se voit attribuer le IIe corps sous le commandement du lieutenant général Ezio Reisoli, le IVe corps sous le commandement du lieutenant général Mario Nicolis di Robilant et le XIIe corps.
En mai 1916, en raison de la violente offensive autrichienne dans le Trentin, l'expédition dite Strafexpedition ou Frühjahrsoffensive («  offensive de printemps »), improprement appelée en Italie Strafexpedition (en italien, " expédition punitive "), Fortement souhaité et planifié par le chef d'état-major de l'armée royale impériale austro-hongroise, le maréchal Franz Conrad von Hötzendorf, la 2e armée est temporairement dissoute et une partie de son personnel de commandement va former le commandement de réserve de la 5e armée. Le 3 juillet de la même année, le commandement est reconstitué et dispose de deux corps d'armée (IVe et VIIIe), qui passent à huit au cours du conflit. À la fin du mois d'octobre et en novembre 1917, au cours de la bataille de Caporetto et de la retraite qui s'ensuivit, de l'Isonzo à la rivière Piave, la 2e armée fut submergée et complètement défaite ; une grande partie des forces de l'armée furent faites prisonnières. Le 1er juin 1918, le commandement de la 2e armée est transformé en commandement de la 8e armée de Montello a été la cible principale de l'offensive autrichienne du 15 juin 1918, restée dans l'histoire comme la bataille du Solstice, au cours de laquelle la 8e armée, commandée par le lieutenant général Giuseppe Pennella, a réussi à contenir la percée puis à repousser l'ennemi au-delà du Piave. Pendant la bataille de Vittorio Veneto, l'armée sous le commandement du lieutenant général Enrico Caviglia assume les fonctions de commandement d'un groupe d'armées, en coordination avec la 10e armée nouvellement formée du lieutenant général Frederick Lambart di Cavan et composée du XIVe corps d'armée britannique avec les 7e et 23e divisions d'infanterie et du XIe corps d'armée italien du lieutenant général Giuseppe Paolini avec la 23e division Bersaglieri du lieutenant général Gustavo Fara et la 37e division territoriale du major général Giovanni Castagnola. Le 24 octobre 1918, au début de la dernière offensive italienne, avec la "bataille de Vittorio Veneto", la 8e armée italienne, avec pas moins de quatre corps d'armée et 14 divisions et 2 708 pièces d'artillerie, jouèrent le rôle de bélier, assistées par la 10e armée nouvellement formée avec quatre divisions, dont deux de l'armée britannique (British Army); afin de faciliter l'attaque, la 4e armée attaqua la première et c'est ainsi que commença son calvaire, combattant dans les opérations du 24 au 29 octobre 1918, perdant pas moins de 25 000 hommes.
Le 31 janvier 1919, le commandement est provisoirement dissous, pour être reconstitué le 15 février, lorsque le commandement de la 9e armée est transformé en commandement de la 8e armée. Le 1er août, le commandement de la 8e armée est transformé en "Comando Regie truppe Venezia Giulia" (Commandement des troupes royales de Venezia Giulia, qui est dissous le 31 décembre 1919.

#### Commandants successifs
- Général Pietro Frugoni: Mai 1915 - Juin 1916
- Général Settimio Piacentini: Juillet 1916 - Juin 1917
- Général Luigi Capello: Juin 1917 - Octobre 1917
- Général Luca Montuori: par interim: Octobre 1917
- Général Luigi Capello: Octobre - Novembre 1917

### Seconde Guerre mondiale
En juin 1938, le commandement est transféré à Rome et prend le nom de Comando Designato 2ª Armata sous le commandement du général désigné d'Armata Vittorio Ambrosio pour devenir ensuite en août 1939 Comando 2ª Armata prenant sous son commandement les Ve et XIe corps d'armée.
Le 10 juin 1940, avec l'entrée de l'Italie dans la Seconde Guerre mondiale, le 2e commandement d'armée est déployé sur la frontière orientale, à la frontière avec la Yougoslavie, dans le secteur entre Tarvisio et Fiume. Initialement, la 2e armée avait sous son commandement les 5e et 11e corps d'armée, puis elle a été renforcée par les VIe et XIVe corps d'armée. Au cours des premiers mois de 1941, en vue du début de l'activité offensive, la 2e armée est encore renforcée par le Corpo d'armata celere (corps d'armée rapide) et le Corpo d'armata autotrasportabile (corps d'armée motorisé). Les grandes unités placées sous la 2e armée ont été amenées à prendre un déploiement de précaution avec l'orientation d'être néanmoins prêtes à bouger.
Le 11 avril 1941, après avoir franchi la frontière, les unités de la 2e armée pénètrent en territoire yougoslave, occupant Ljubljana et Susak après de brefs mais durs combats et s'emparant de Šibenik le 14 avril et de Split le 15 avril. Le 16 avril, une de ses colonnes venant du nord réussit à libérer d'une situation critique la garnison italienne de Zadar, encerclée et attaquée de trois directions, et le 17 avril, la 2e armée fait la jonction avec les unités italiennes venant d'Albanie, établissant une ligne de contact sur l'alignement Raguse-Trébigne-Bileca-Gaçkë. Le 18 avril, une fois les opérations de guerre terminées, l'activité d'organisation et de garnison du territoire occupé commence. La 2e armée a ensuite étendu son influence sur la Slovénie, la Dalmatie et la Croatie, jouant le rôle d'une troupe d'occupation avec des tâches d'antiguérilla contre les formations de partisans et des tâches préventives pour supprimer les affrontements ethniques entre Serbes et Croates. Nombre de ses opérations ont été menées en coopération avec les troupes allemandes.
Au cours de l'année 1942, les unités de la 2e armée, déployées aux points stratégiques du territoire occupé pour protéger les voies de communication les plus importantes et les centres d'intérêt politiques, économiques et sociaux importants, ont souvent été appelées à mener des opérations musclées contre les partisans yougoslaves. À partir du 9 mai 1942 et jusqu'au 15 mai 1943, la 2e Armée a changé de nom pour devenir le Comando Superiore per le Forze Armate della Slovenia e della Dalmazia (Commandement supérieur des forces armées de Slovénie et de Dalmatie) constitué de:
- "Comando Superiore Forze Armate (FF.AA.) di Slovenia e Dalmazia" - "Supersloda".
- Ve corps, en Lika
- VIe corps, en Herzégovine
- XIe corps, en Dalmatie du Sud et en Herzégovine
- XVIIIe corps, à partir du 18 février 1942 ; le général Quirino Armellini puis Umberto Spigo autour de Zadar et Split, responsable des territoires de Gračac à la rivière Narenta.
- Comando Truppe Montenegro : XIVe corps, au Monténégro (une unité de commandement et de grande envergure fonctionnellement dépendante, mais qui ne fait pas partie intégrante de la 2e armée).

Initialement forts de 250 000 hommes répartis en 15 divisions, les 4 corps d'armée immédiatement dépendants sont ensuite réduits à 230 000 hommes répartis en 13 divisions. La 2e armée était une force de deuxième ligne dont la plupart des hommes avaient entre 30 et 40 ans. La seule grande unité (simple major) vraiment prête au combat et efficace était la composante assignée de la division alpine Julia qui n'a été que partiellement déployée sur le théâtre d'opérations yougoslave en tant qu'unité entière.
Au cours de l'année 1943, les unités de la 2e armée sont de plus en plus engagées dans des opérations de contre-guérilla. Le 9 septembre 1943, à la suite de l'armistice du 8 septembre (Armistice de Cassibile), la 2e armée a cessé toute activité et a été dissoute le 11 septembre à Mali Lošinj. Des éléments de la 2e armée italienne sont repliées dans les montagnes de Dalmatie et rejoignent les partisans yougoslaves, sous le commandement de Josip Broz Tito, qui forment la division de partisans italiens Garibaldi. D'autres parties de la 2e armée continuent également à se battre contre les Allemands aux côtés des partisans yougoslaves dans la Division Italia (Yougoslavie), pendant les années 1944-1945. Ils ont aidé les armées soviétique et bulgare à combattre l'armée allemande en Croatie, en Hongrie et en Autriche.

#### Commandants successifs
- Général Vittorio Ambrosio: 1940 - Janvier 1942
- Général Mario Roatta: 18 mars 1942 - Janvier 1943
- Général Mario Robotti: Février 1943 - Septembre 1943